# 쿠바의 역사
쿠바에는 수 천년 전에 타이노족 등 원주민이 농경 등을 영위하고 있었으나, 15세기에 크리스토퍼 콜럼버스가 쿠바에 건너온 이후, 19세기까지 스페인의 식민지로 있었다. 16세기 초부터 스페인들은 아프리카의 흑인 노예를 수입하여, 19세기까지 쿠바에 수입된 흑인 노예의 수는 100만 명에 이르렀다. 17∼18세기에는 흑인들이 여러 차례 반란을 일으켰으나 스페인의 가혹한 탄압으로 끝을 맺었다. 쿠바와 미국간의 긴밀성은 쿠바의 역사에 매우 많은 영향을 끼쳐 미국은 끊임없이 쿠바를 지배하려고 넘보았다. 19세기에 카를로스 마누엘 데 세스페데스와 호세 마르티는 각각 독립전쟁을 일으켰으나 스페인은 쿠바의 자치를 허용하지 않았고, 군사 통치자 발레리아노 웨일러(Valeriano Weyler)는 무자비하게 진압하였다.
1898년 미국의 메인 호가 아바나 항에서 정박중에 폭발한 사고로 인하여 발생한 미서전쟁은 미국의 승리로 끝나고, 스페인은 쿠바를 미국에 넘겨주었다. 종전 후 3년 동안 쿠바에서는 미국 군대의 군정(軍政)이 실시되었으며, 1903년에는 관타나모에 미국 해군의 기지가 설치되고 쿠바의 중추적 기능을 미국자본이 장악하는 등 쿠바는 미국의 사실상의 식민지가 되었다. 쿠바는 제1차 세계대전과 제2차 세계대전에서 연합군 측으로서, 명목상 선전포고는 하였으나, 실제 전투에 참가는 거의 없었다. 1930년 마차도의 쿠데타 이후로, 10여년간 계속 군사 정권이 들어섰다. 1940년 쿠바 공산당의 바티스타는 선거로 정권을 획득하였다. 제2차 세계대전 이후, 삶의 질은 향상되었으나 빈부 격차도 극심하게 되었다. 1952년에는 군부의 지지를 받는 바티스타가 쿠데타를 일으키고 권력을 얻어냈고, 바티스타에 대항한 1956년 바르킨의 쿠데타는 실패로 끝났다.
1959년 피델 카스트로가 혁명을 일으켜 정권을 장악하였고, 1961년에는 그 혁명이 사회주의적임을 천명하였다. 이후, 미국은 쿠바를 침공하였으나 실패하였고, 1962년 쿠바 미사일 위기로 미국은 쿠바를 침공하지 않겠다고 약속하였다. 쿠바 혁명 때부터 1993년까지 쿠바의 독재정권을 피하고자 120만명의 쿠바인이 쿠바를 탈출하였다. 1970년대 쿠바는 볼리비아, 앙골라 등의 무장 봉기를 지원하였고, 미국은 이에 대응하여 해당 국가의 독재자들을 원조하였다.
1989년 소련의 붕괴로 쿠바는 소련의 지원을 받을 수 없게 되자 심각한 경제난에 직면하게 되었다. 1993년에는 일부 민간 경제에서 미국과의 교류를 허용하였으나, 미국은 금수 조치로 일관하였다. 쿠바에는 양심수가 500명에 이르는 등, 쿠바 정부는 지난 30년 동안 인권 침해에 대해 비판을 받아왔다. 2008년, 병이 중해진 피델 카스트로는 동생인 라울 카스트로에게 권력을 넘겨 주었다.

## 쿠바 원주민과 스페인의 쿠바 정복

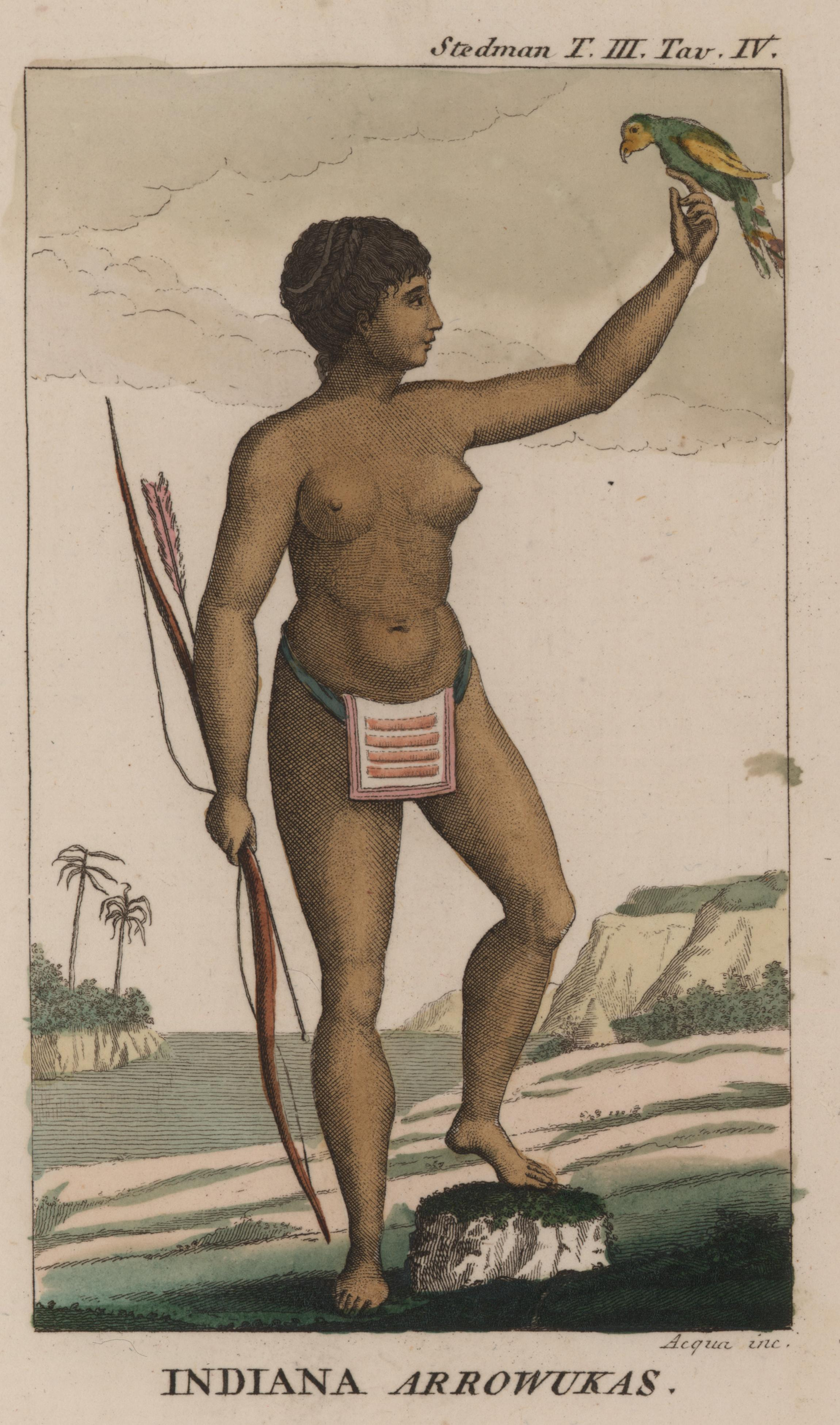
아라왁족(族)의 여인

쿠바 섬에는 원래 최소한 천년전, 그리고 아마도 6~8천년전에 남부· 중부·북부 아메리카에서 건너왔던 원주민이 물고기를 잡거나 수렵 채집 생활을 하였다. 이들의 후손인 타이노족(族)·시보네족으로 불리는 5만여 명의 원주민들은 고도로 발달된 농경생활에 종사하며 평화롭게 거주하고 있었다. 타이노족은 농경생활을, 시보니족은 농경과 수렵, 채취 생활을 하는 종족이었다. 일부에서는 구리 무역이 성행했다고 주장해 오고 있으며 이를 보여주는 유물 이 아메리카 대륙 본토에서 발견되었다.
1492년 10월 27일, 제1차 항해중이던 크리스토퍼 콜럼버스는 현재의 쿠바 섬을 발견하고 이 섬을 스페인 영토로 잠시 점유하고, 왕자 후안(Juan)의 이름을 따서, 후안 섬(Isla Juana)이라고 명명했다. 1511년 스페인 제국의 정착지가 스페인에서 파견한 디에고 벨라스케스 데 쿠에야르(Diego Velázquez de Cuéllar)에 의해서 바라코아에 최초로 세워졌다.
1512년 벨라스케스는 300명을 이끌고 이스파니올라를 떠나 쿠바로 향하여 본격적으로 스페인령임을 선포하고는 2년동안 일곱 곳의 개척지를 건설했다. 미래에 수도가 될 산 크리스토발 데 라 아바나(San Cristóbal de la Habana, 1515년 설립) 등 다른 마을도 그 뒤를 이었다. 2년동안 스페인인은 수천 명의 원주민을 죽였으며 벨라스케스의 반대에도 불구하고 나머지 원주민을 모두 서쪽으로 쫓아버렸다. 그러나 당시 쿠바는 많은 금을 보유하고 있지 않았고 1516년 벨라스케스가 멕시코로 네 번의 원정을 후원하여 그 중 1519년에서 1521년까지의 에르난 코르테스의 정복이 이루어진 이후에 쿠바는 남미로 가는 스페인의 관문으로써 역할을 하게 되었다.
1514년에는 전 지역을 정복하고 식민지 체제를 확립하였다. 엔코미엔다 제도가 구축되면서 커다란 사유지가 형성되었고, 스페인은 기독교로의 개종에 저항하는 약 10만명의 원주민을 억압하고 종교 교육의 구실 아래 인디언에 대한 노예화가 필연적으로 진행되었다.
1542년에 엔코미엔다 제도가 폐지될 때까지 혹독한 착취와 유럽인이 가지고 온 질병에 의해 인디언 인구는 5,000여 명 수준까지 감소하였고, 사금(砂金) 채취와 농장 노동 등으로 혹사당한 원주민들은 1528년의 대(對)스페인 반란, 1530년의 악성 유행병 등을 거쳐, 1세기 만에 모두 사라졌다. 현재, 대부분의 학자들은 감염병이 원주민 인구 감소의 지배적인 원인이라고 믿고 있다. 이런 상황에도 별로 당황하지 않고 스페인인들은 아프리카에서 노예를 수입하여 노예 노동력의 수를 유지했다. 북미의 노예 매매와 다르게 쿠바의 아프리카 노예들은 부족별로 함께 살게 되어 다행스럽게도 그들의 문화 중 몇몇 측면이 살아남을 수 있었다. 그들은 목장에서 일하도록 보내졌고 소와 관련된 생산 - 가죽이나 말린 소고기 -은 18세기에 담배가 쿠바의 주요 돈벌이가 되기 전까지 기간 산업이 되었다.

## 스페인의 식민지배와 쿠바의 독립 투쟁
쿠바는 1511년부터 1898년까지 거의 400년간 스페인의 식민지로 있다가 1898년 미서전쟁의 결과 미국에 넘어갔다. 이 기간 중, 점점 다른 유럽 국가의 세력이 카리브해의 스페인 지배를 위협하였는데 1655년에 영국이 자메이카를 차지하고 아이티는 1697년에 프랑스 수중에 떨어졌으며 쿠바 역시 계속해서 공격의 위협을 받았다. 영국 군대는 1762년 6월 6일 쿠바를 침입하여 아바나를 포위하고 11개월 동안 점령하였다. 이 기간 동안 영국은 4000명의 아프리카 노예를 수입하고 쿠바의 무역망을 광대한 범위로 넓혔다.
16세기 초부터 스페인들은 아프리카의 흑인 노예를 수입하여, 19세기까지 쿠바에 수입된 흑인 노예의 수는 100만 명에 이르렀다. 이 스페인 식민지 시절, 경제의 기반은 담배·사탕수수 재배 등 플랜테이션 농업, 광업, 유럽으로의 - 그리고 나중에는 북 아메리카로의- 사탕수수·커피·담배 수출에 두었다. 1783년 미국 독립으로 인한 시장의 창출과 1791년 하이티의 노예 폭동으로 쿠바 설탕 생산의 최대 경쟁자가 사라짐에 따라 설탕 생산이 쿠바의 주요 산업이 되었다. 아프리카에서 새롭게 수입되는 수만 명의 노예들 덕분에 1820년까지 쿠바는 세계에서 가장 많은 설탕을 생산하는 국가였다. 농업에 의하여, 다른 스페인 제국에서와 마찬가지로, 소수의 스페인계 후손인 지주들이 막대한 이윤을 거두어들여 사회적·경제적 권력을 지녔다. 이것은 이 섬에서 태어난 스페인사람(이들을 스페인 본토 출신의 스페인 사람과 구별하여 크리올라고 불렀다.)과 다른 유럽사람들 그리고 아프리카 출신의 노예들 덕택이었다. 더욱이 쿠바는 스페인과 아메리카대륙을 잇는 교통의 요지에 해당하기 때문에 스페인은 이곳을 총독령(總督領)으로 만들고 신대륙 경영의 기지로 삼았다. 그러나 본국의 중상주의(重商主義) 정책으로 쿠바는 경제적 발전을 이루지 못하였고 정치적으로도 권리를 갖지 못한 상태였다.
17∼18세기에는 흑인들이 여러 차례 반란을 일으켰으나 스페인의 가혹한 탄압으로 끝을 맺었다. 19세기 초 아메리카대륙에서 일어난 미국독립혁명의 영향을 받아, 1820년대 라틴 아메리카에 있는 스페인 제국의 다른 지역들이 봉기하여 독립 국가를 형성했을 때, 쿠바에도 파급되어 쿠바에도 1812년에는 아폰테의 지도 아래 대규모 흑인반란이 일어나는 등 독립을 위한 움직임이 없지 아니하였으나, 쿠바는 스페인에 대한 충성을 유지하였고, 이로 인해 스페인 황실은 쿠바에게 "La Siempre Fidelisima Isla"(항상 가장 충성스러운 섬)이라는 모토를 부여하였다. 이러한 충성심은 쿠바가 스페인과 무역 의존도가 높았고, 스페인이 해적·노예의 봉기로부터의 쿠바를 보호하고 있었던 데에서도 기인하고 쿠바가 스페인의 지배를 싫어하는 것 이상으로 미국의 권력이 강화되는 것을 두려워한 것 때문이기도 하다. 1810년에서 1825년까지 시몬 볼리바르가 남미에서 펼친 혁명 활동 이후에 서반구에서 스페인 식민지로 남게 된 나라는 쿠바와 푸에르토리코뿐이었다. 스페인 충성파는 예전 식민지를 떠나 쿠바로 우르르 몰려들었다.

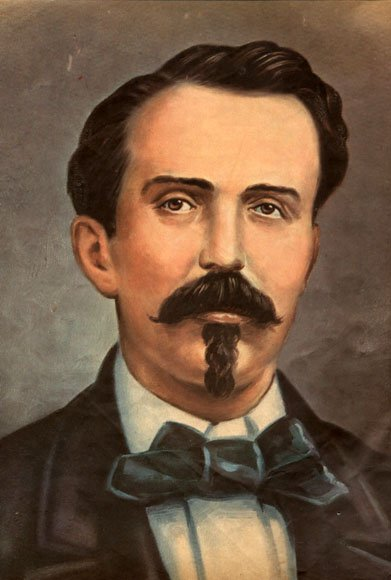
세스페데스

쿠바와 미국간의 긴밀성은 쿠바의 역사에 매우 많은 영향을 끼쳤다. 스페인이 내부적인 자치권을 얻으려는 크리올 사회를 달래는 동안 미국은 이 식민지를 병합하려고 준비중이었다. 19세기 전반에 걸쳐, 미국 남부 출신의 정치인들은 미국 내 흑인 노예제도 옹호의 세력을 강화하고자 쿠바를 합병할 음모를 세웠고, 그러는 동안 일단의 쿠바 반란군이 미국으로 망명해 스페인 식민 정부를 전복하려는 계획을 시작했다. 1848년 친(親)합병 폭동이 진압되었고, 플로리다로부터 쿠바를 침입하여 합병하려는 여러 번의 시도가 있었다. 또한 미국이 스페인으로부터 쿠바를 구입하려고 하는 제안도 있었다. 그 후 노예제도 폐지, 농민혹사 금지와 독립을 요구하는 세력이 점차 확대되었다. 1868년 10월에 카를로스 마누엘 데 세스페데스(Carlos Manuel de Céspedes)가 이끈 반란은 스페인으로부터 쿠바를 독립하고자 하는 것이었다. 그는 오리엔테 지방의 부유한 변호사이자 크리올 농장주였으며, 그의 노예들을 해방해 주었다. 그는 전쟁을 선포하고 "무장 쿠바 공화국"의 수장이 되었다. 이것은 독립을 위한 세력과 지방의 지지를 받는 스페인군 간의 십년전쟁(1868∼1878년)이라 불리는 긴 투쟁을 낳았다. 이 독립전쟁 기간 중 공화제 헌법이 공포되고 세스페데스의 공화정권이 수립되었고, 10년 동안 200,000명이 죽었지만 결국은 반란군은 모든 힘을 다 써버렸고 어쩔 수 없이 그들의 사면을 보장하는 조약인 1878년의 산혼 조약(Paz de Zanjón)은 이 투쟁에 종지부를 찍었다. 스페인이 쿠바에 좀 더 많은 자치권을 인정하고 정치·경제의 개혁과 노예해방을 약속한 것이었다.
이 투쟁 이후 독립 운동은 잠시 숨죽였다. 1879년부터 1880년까지, 쿠바의 애국자 칼릭스토 가르시아(Calixto García)는 또 다른 전쟁(La Guerra Chiquita)을 시도하였으나, 거의 지지를 받지 못하였다. 산혼조약에서 스페인이 한 경제 재건 약속은 제대로 이행되지 않았는데, 다만 미국의 압력도 일부분 영향을 미쳐, 노예제도는 1886년에 폐지되었다. 1893년에는 형식적으로 시민의 평등권이 보장되었으나, 아프리카 출신의 후손인 소수인종은 사회적·경제적으로 억압이 지속되었다. 1868년의 스페인 혁명으로 스페인 농촌이 곤궁해지자, 그 여파로 더 많은 스페인사람들이 쿠바로 이주해 왔다. 1890년대에는 독립운동의 불씨가 되살아났다. 이것은 스페인이 쿠바에 대한 무역제한 조치에 대한 분노, 스페인의 쿠바에 대한 갈수록 심해지는 압박에 대한 적개심 그리고 쿠바 정부의 무능함으로 촉발되었다.
1895년 4월 쿠바 혁명당을 결성한 호세 마르티를 중심으로 제2차 독립전쟁이 시작되었다. 이 전쟁을 이끈 작가이자 시인이자 국민적 영웅 호세 마르티(José Martí)는 미국에서의 도피 생활중 10년 넘게 전쟁을 조직하였다. 그는 쿠바를 독립공화국으로 선포하였다. 그러나, 동부 원정군과 함께 쿠바에 상륙하자 마자 몇 주 뒤에 백마를 타고 눈에 잘 띄는 마르티는 스페인과 접전 중에 도스 리오스(Dos Ríos)에서 총에 맞아 죽었다. 그의 죽음은 그를 불멸케 하여, 그는 쿠바의 국민적 영웅이 되었다. 고메스와 반란군 지도자인 안토니오 마세오(Antonio Maceo)는 서쪽으로 진군하며 지나는 동안 설탕 농장, 밭, 마을 등 모든 것을 불태워 버렸다. 스페인은 거의 내전 수준이 되어버린 반란군을 진압하기 위해 무자비한 군사 통치자 발레리아노 웨일러(Valeriano Weyler)를 보냈고 20만명의 스페인 군대는 주로 게릴라와 파괴 전술에 의존하는 반란군을 수적으로 압도하였다. 쿠바의 군사 통치자인 발레리아노 웨일러(Valeriano Weyler) 장군은 "레콘센트라도스"(reconcentrados)라 명명한 곳으로 농촌 주민들을 몰아 넣었다. 국제적 관찰자에 따르면 이것은 요새화된 마을이었다. 이 캠프는 20세기의 집단 수용소의 원형으로 여겨지기도 한다. 20~40만명의 쿠바 시민들이 이 기간 동안 이 캠프에서 배고픔과 질병으로 사망하였다. 이 숫자는 적십자사와 미국의 상원의원이자 전쟁성장관인 레드필드 프록터(Redfield Proctor)에 의하여 검증되었었다. 미국과 유럽은 쿠바에서 자행된 스페인의 이러한 행위에 대해서 항의하였다. 웨일러의 대책은 성공했지만 쿠바의 농업 중심 경제는 잿더미가 되고 말았다. 1897년 6월 쿠바 독립에 대해 강경파의 입장을 고수하던 스페인 수상, 안토니오 카노바스(Antonio Cánovas del Castillo)가 쿠바와 연관이 있는 무정부주의자에게 암살당했고 미국의 간섭을 두려워한 새로운 스페인 정부는 쿠바에 대해 좀 더 회유적인 접근을 시도했다. 즉 선거로 선출된 의회와 지방자치를 약속한 것이다. 그러나, 반란세력은 이러한 제안을 거부하였고 독립을 위한 전쟁은 계속되었다. 그러는 동안 미국은 쿠바를 병합할 모든 준비를 마쳤다.

## 독립과 미국의 간섭

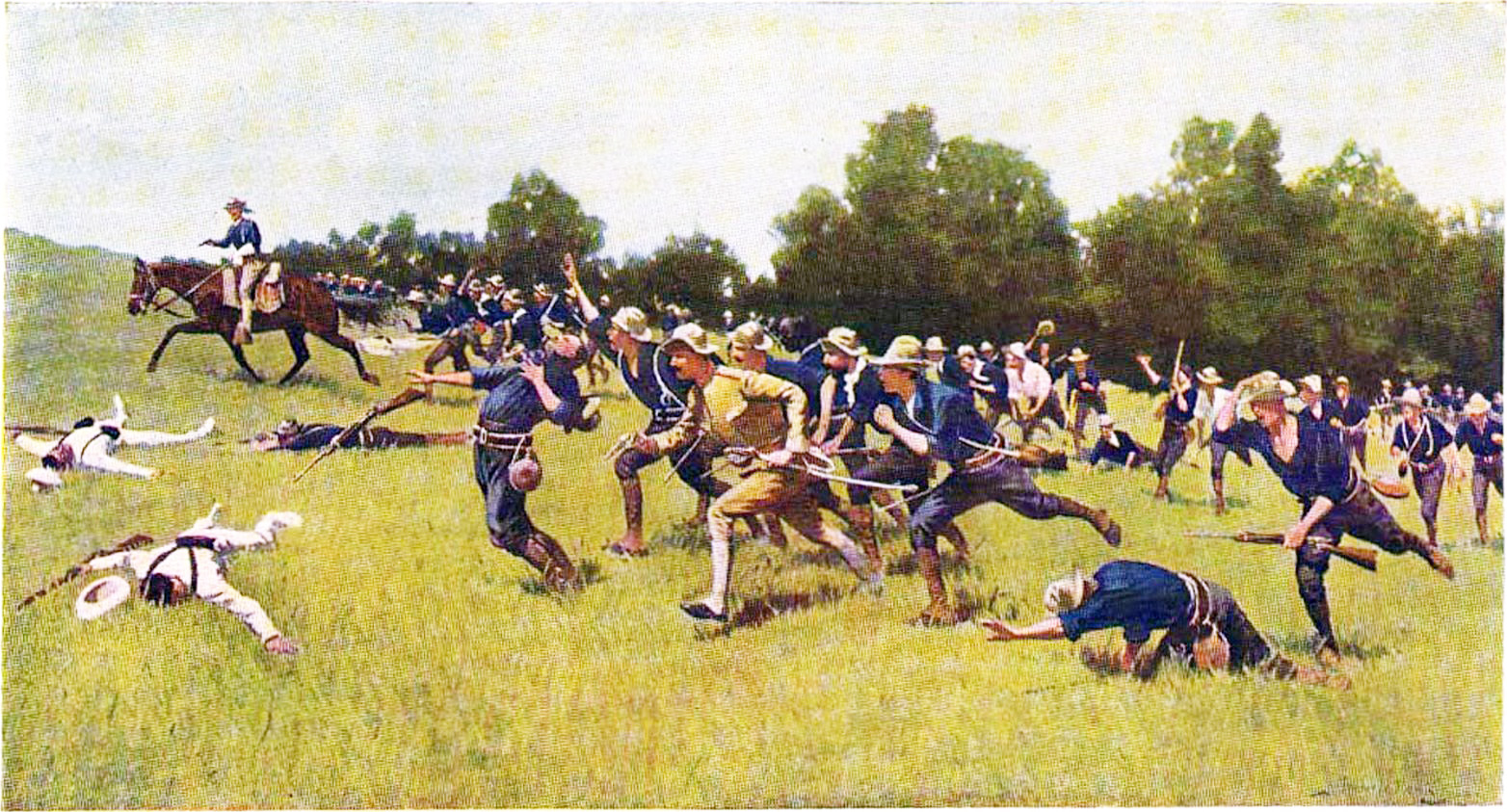
미국-스페인 전쟁

미국의 전투함 메인(Maine)호는 쿠바에 거주하는 8천명의 미국인을 보호하기 위한 구실로 1898년 1월 25일 아바나에 정박 승인 없이 도착하였다. 스페인과 쿠바의 친 스페인파는 이것을 협박으로 여겼다. 2월 15일, 아바나 항에서 메인호가 폭발하였고 266명(외국인 81명 포함)의 생명을 앗아갔다. 1898년 3월 33일, 미국 해군 조사위원회(Naval Board of Inquiry)는 그 선박을 조사하고 나서, "메인호의 파괴에 관하여 어떤 개인이나 사람들에게 책임을 지울만한 증거를 확보할 수 없다"고 밝혔다. 만약 기뢰가 있었다면 그것은 스페인정부가 그 기뢰를 설치했을 것이라고 추측이 되었지만 여전히 그 사실에 대해서는 논란이 있다. 미국의 대중적인 신문들은 전쟁 분위기를 선동했다. 이어 스페인이 쿠바를 $3억 불에 팔라는 미국의 제의를 거절하자, 국가주의적 감정이 휩쓸었기 때문에, 미국 의회는 내정 간섭을 요청하는 결의를 통과시켰고, 미국 대통령 윌리엄 매킨리는 이를 즉각 승인하였다. 미국의 선전포고는 쿠바가 스스로 결정할 권리를 존중할 것을 요구하는 것이었고 미국-스페인 전쟁은 4개월 만에 미국의 승리로 끝났다. 이 전쟁의 산물로, 1898년 파리 조약에 의해 스페인은 쿠바를 푸에르토리코, 필리핀, 괌과 함께 미국에 양도하였다.
종전 후 3년 동안 쿠바에서는 미국 군대의 군정(軍政)이 실시되었다. 미국은 존 R 브룩(John R Brooke)을 쿠바 총독으로 세웠고 그와 그의 후임들은 공공 사업을 연이어 추진하여 학교를 세우고 공중 보건을 개선시키는 등 모든 것들이 쿠바가 미국에 종속되도록 계획하였다. 미국-스페인 전쟁에 참전하였고 쿠바의 독립운동에 동정심을 가진 시어도어 루스벨트는 1901년에 윌리엄 매킨리에 이어서 미국의 대통령을 승계하였고, 20년 조약 안을 폐기하였다. 대신에 쿠바는 1902년 5월 20일 형식상 독립하여 공화국을 선포하고 초대 대통령으로 독립운동가인 토마스 에스트라다 팔마(Tomás Estrada Palma)를 선출하였다. 그러나, 쿠바의 새 헌법 하에서, 미국은 쿠바에 관한 사항에 간섭하고 재정·외교문제를 감독할 권리를 보유하였다. 그리고, 플랫 수정안(Platt Amendment)은 미국이 쿠바 국내의 문제에 대해 미국의 자유 재량으로 개입할 권리를 주는 것으로 플랫 수정안을 승인하거나 아니면 무기한 미국의 군사 지배하에 남거나 둘 중에 하나를 선택하도록 요구받은 쿠바는 울며 겨자먹기로 덜 나쁜 것을 선택하였다. 플랫 수정안 하에서, 쿠바는 미국의 해군기지로 사용할 관타나모를 임차하는 데 동의하였다. 이로써, 미국은 1903년에 관타나모만(灣)를 강점(1999년 예정)하고 해군기지를 만들었으며, 쿠바에서 미국의 이익을 지키도록 했다. 오늘날 미국 제국주의의 상징으로 남아있는 이 기지는 쿠바에게는 모욕이며 미국에게는 말만으로 쿠바의 자율적인 결정권을 존중한다는 비웃음거리가 되고 있다. 1906년에서 1909년까지 총독 통치를 하였다. 미국의 군정 종결과 함께 1902년 5월 E.팔마를 수반으로 하는 공화제 정부가 수립되었으나 양질의 토지, 사탕산업, 교통수단 등 쿠바 경제의 중추적 기능은 미국자본이 장악하였다.
1906년, 논쟁을 불러 일으켰던 선거에 뒤이어, 독립운동 참전자들이 이끄는 무장 반란이 에스트라다 팔마에게 충성을 다하는 무력한 정부군을 패퇴시켰고 미국이 이에 개입하였다. 쿠바는 미국이 점령하였고, 미국의 총독 찰스 에드워드 마군(Charles Edward Magoon)이 3년간 통치하였다. 많은 쿠바 역사가들은 그 이후로 수년간, 마군의 통치 기간 동안에 더 많은 정치적 부패가 자행되었다며, 그의 쿠바 통치를 부정적인 견해에서 평가하였다. 1908년, 호세 미겔 고메스(재임 1909년 ~ 1913년)가 대통령에 당선되자 자치가 회복되었으나, 미국의 쿠바 간섭은 계속되었다. 고메스 대통령은 수뢰(收賂)·부패·실정(失政)· 무책임으로 상징된다.
1912년 유색인독립당(Partido Independiente de Color)이 오리엔테 지방에 별도의 흑인 공화국을 세우려고 시도하였다. 추정되기로는, 그 단체는 무기가 부족하였기 때문에, 주요 전술은 상점과 주택에 방화하는 것이었다. 그 단체의 움직임은 실패로 끝났고, 몬테아구도(Monteagudo) 장군은 반란군을 학살함으로써 제압하였다. 역사학자들은 이 사건의 전모의 해석에 대하여 의견을 달리한다.

## 세계 대전 시기

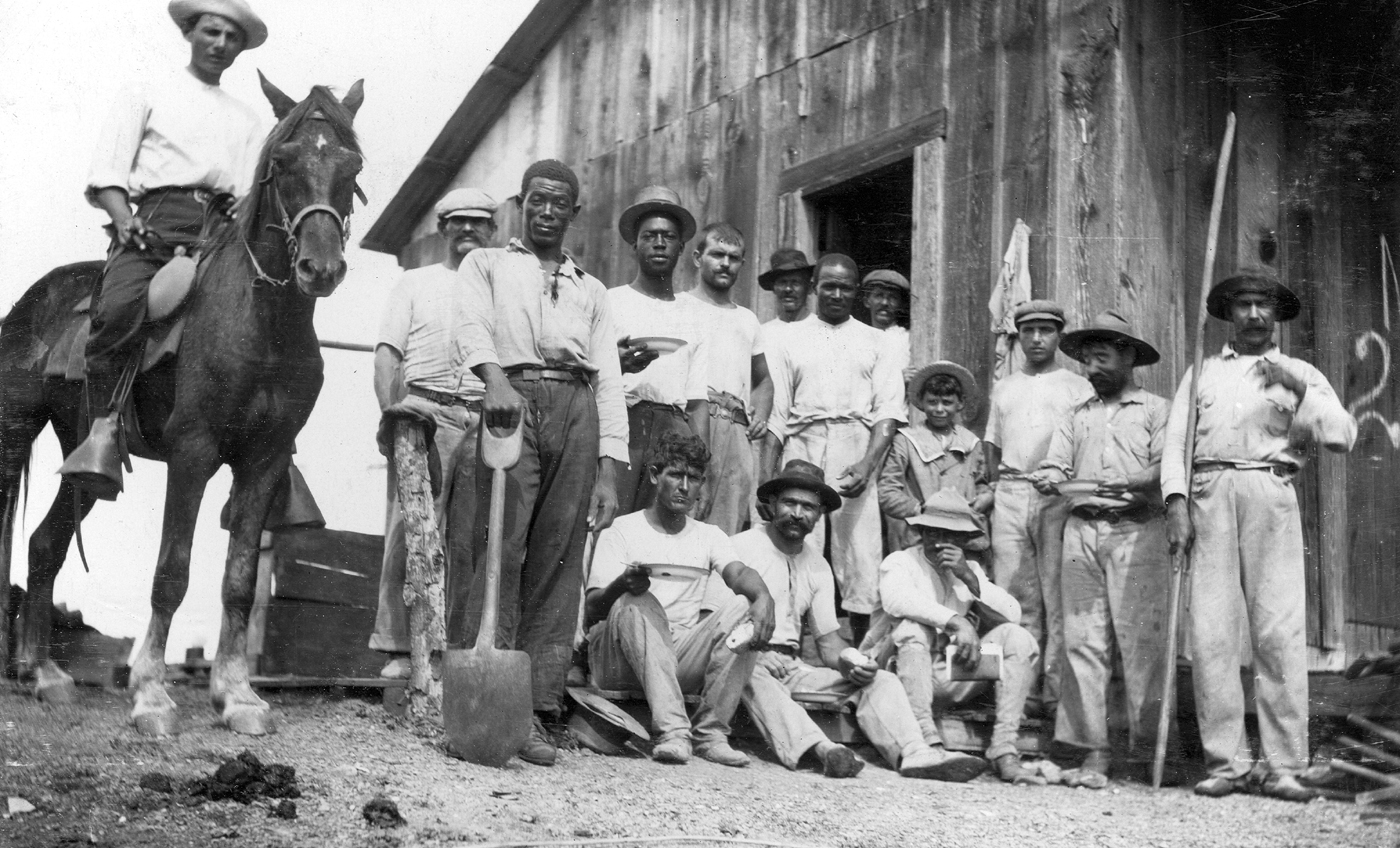
관타나모 기지에서 일하는 쿠바 노동자들(1920년경)

1912년에는 아프리카계 쿠바인들이 반란을 일으켜 3,000여 명이 살해되기도 하였다. 제1차 세계 대전 당시 미국 상선이 독일 제국 잠수함에 격침되었을 때 쿠바도 마찬가지로 당했다. 그리하여 쿠바의 마리오 가르시아 메노칼(Mario García Menocal) 대통령(재임 1913년 ~ 1921년)은 미국이 독일 제국에 선전 포고한 지 하루가 지나서 파나마와 함께 독일에 선전 포고하였다. 사야스(재임 1921년 ~ 1925년), 미국의 지지로 정권을 장악한 마차도(재임 1925년 ~ 1933년)의 독재·부패 정치가 계속되는 등 잦은 소동이 일어났으나, 헌법에 의해 구성된 정부는 1930년까지 유지되었다. 이 때는 헤라르도 마차도(Gerardo Machado)가 헌법을 정지시킨 때이다. 1920년대 미국 회사들은 쿠바 농장의 2/3를 소유했으며 미국이 금주법 같은 것을 가지고 노는 동안 관세로 인해 쿠바의 제조 산업은 불구가 되었지만 도박이나 매춘에 기반을 둔 관광산업은 성행하였다. 마차도의 집권 기간 동안, 여러 가지 주요한 국가발전 계획이 착수됨과 함께 국가주의적 경제 계획가 추구되었다. 1930년대 대공황으로 물가가 급등하면서 사회적 동요로 번졌으나 헤라도 마차도 대통령에 의해 난폭하게 진압되었다. 그러나, 대공황에 따라 농산물 수출 수요가 감소하고, 독립전쟁의 참전자들의 공격으로, 그리고 나중에는 암암리에 활동하는 테러 조직때문에 마차도의 권력은 약화되었다. 공산당이 마차도의 지위를 빼앗은 총파업 기간 동안, 쿠바 군의 상급 부대는 마차도 대통령을 1933년 8월에 축출하였고, 쿠바 건국의 아버지의 아들인 카를로스 마누엘 데 세스페데스 이 케사다(Carlos Manuel de Céspedes y Quesada)를 대통령으로 옹립하였다. 1933년 9월 4일과 9월 5일에 일어난 두 번째 쿠데타로 세스페데스 정권이 무너지고 제1차 라몬 그라우 산 마르틴(Ramón Grau San Martín) 정부가 수립되었다. 이 광폭한 시기에 특기할 사건으로는 나시오날 호텔 포위와 아타레스 성(城)의 포위가 있다. 이 정부는 100일간 유지되었으나, 쿠바 사회에 급진적인 사회주의적 변화를 꾀하였고 플랫 수정안(Platt amendment)을 거부하였다. 1934년 육군 하사관인 풀헨시오 바티스타(Fulgencio Batista)와 그의 군대는 대통령을 카를로스 멘디에타 이 몬테푸르(Carlos Mendieta y Montefur)로 교체하였다. 바티스타는 속임수·군대·암살을 통하여 권력을 유지한 인물로 악명이 높다.
1940년 쿠바는 자유 선거를 치렀다. 1940년 쿠바공산당에 힘입어, 바티스타가 대통령에 당선되었고, 그의 행정부는 주요한 사회 개혁을 시행하였다. 공산당의 일부 인원은 그의 행정부에서 관직에 참여하였다. 바티스타 행정부는 제2차 세계대전에서 연합국으로 참가하였다. 1941년 12월 9일 일본에게, 1941년 12월 11일 독일과 이탈리아에게 각각 선전포고를 하였다. 그러나 제2차 세계대전의 전투에는 그다지 관여하지 않았다.
1944년에는 라몬 그라우(Ramón Grau)가, 1948년에는 카를로스 프리오 소카라스(Carlos Prío Socarrás)가 선거에서 승리하였다. 투자 유입은 전면적으로 삶의 질을 향상하는 붐을 일으켰고, 대부분의 도시 지역에서 부유한 중산층이 생겨났다. 그러나, 빈부 격차는 더욱 넓고 분명해졌다.

## 바티스타의 집권
1952년 선거는 3파전이었다. 오르토독소스(Ortodoxos) 당의 로베르토 아그라몬테가 모든 여론 조사에서 앞서가는 가운데 그 뒤를 아우텐티코(Auténtico) 당의 아우레릴오 에비아(Aurelio Hevia)가 2위로, 그리고 정권을 되찾으려는 바티스타는 한참 뒤처진 3위였다. 아그라몬테와 에비아는 라몬 바르킨 대령을 선거가 끝난 뒤 쿠바의 군대를 이끌도록 임명할 것을 결정하였었다. 당시 워싱턴 DC에서 외교관으로 있던 바르킨은 직업 군인들의 존경을 받는 최고의 행정관리였고, 그는 군대 내의 부패를 제거하겠다고 약속하였다. 한편, 바티스타는 바르킨이 자신과 그의 추종자들을 축출할 것을 우려하고 바티스타가 선거에서 이길 가능성이 희박해지자, 1952년 3월 10일 쿠데타를 꾀하였다. 이로써 선거는 취소되었다. 미국으로서는 친미 정권을 반대하는 쿠바 주민들의 반미 투쟁이 강화되자 이 군사정변을 조작하여 친미적인 바티스타 독재정권을 세워 쿠바를 계속 지배한 것이었다. 바티스타는 군대 내의 국가주의자들의 후원으로 권력을 얻어내고 그 후 2년간 "임시 대통령"을 지냈다. 후스토 카리요(Justo Carrillo)는 1952년 3월 워싱턴에서, 권력 중추부의 측근 그룹은 바티스타가 그에게 대한 쿠데타를 꾀하고 있다는 것을 알고 있다고 말했다. 그들은 즉시 바티스타를 축출하고 민주주의와 시민 정부를 수호하기 위하여 협력하기 시작하였다. 한편, 1952년 선거에 대통령으로 출마하였던 피델 카스트로는 1953년 7월 산티아고의 몬카타요새(要塞)를 공격하여 이른바 7·26운동이라고도 하는 반란을 일으켰으나 결국 실패하고 투옥되었다. 1954년 바티스타는 선거에 동의하였다. 아우텐티코 당은 전 대통령 그라우를 후보로 내세웠으나, 바티스타가 미리 선거를 조작하고 있다는 주장이 제기된 가운데, 그는 후보를 사퇴하였다.
1956년 4월, 바티스타는 바르킨에게 쿠바군의 수장이 되어줄 것을 명령하였다. 그러나 그는 군대와 쿠바인들의 사기를 높히고자 쿠데타를 미리 결행할 것을 결심하였다. 1956년 4월 4일, 바르킨 대령이 이끈 수백명의 직업 군인들이 일으킨 쿠데타는 리오스 모레혼(Ríos Morejón)에 의하여 좌절되었다. 쿠데타로 인해, 쿠바군의 중추가 흔들렸다. 그 군인들은 쿠바 계엄령에 의하여 허용된 최고형을 선고받았다. 바르킨에게는 8년간의 독방 구금이 선고되었다. 라 콘스피라시온 데 로스 푸로스(La Conspiración de los Puros)는 지휘관들의 수감과 군사 학교의 폐교라는 결과를 낳았다.
쿠바는 라틴 아메리카에서 고기·야채·곡물의 1인당 소비율과 자동차·전화·라디오의 1인당 보급율이 가장 높은 나라였다. 1인당 국내 총생산은 이탈리아와 거의 비슷하였고, 일본보다는 상당히 높았다.
쿠바에서는 아마도, 해고와 기계화의 금지를 포함하여, 라틴 아메리카에서 가장 큰 노동조합 특권이 영향을 미쳤다. 이 노동조합의 특권의 상당 부분은 무직자와 농부들의 희생을 대가로 한 것이었고, 불균형을 가져왔다. 1933년부터 1958년 사이에, 쿠바는 광범위하게 경제 관련 규제를 확대하였고 이는 경제 문제의 원인이 되었다. 졸업생들이 일자리를 잡지 못하는 등 실업 문제가 비교적 커졌다. 중산층들은, 미국과 쿠바를 비교해서, 실업으로 인하여 점점 실망해 갔고, 반면에 노동 조합은 최후까지 바티스타를 지지하였다. 20년이 넘도록 부패한 바티스타가 정권을 잡고, 또는 부정한 방법으로 유지하는 동안 쿠바는 무너져갔으며 국가의 자산은 점점 외국의 손에 넘어갔다.

## 쿠바 혁명

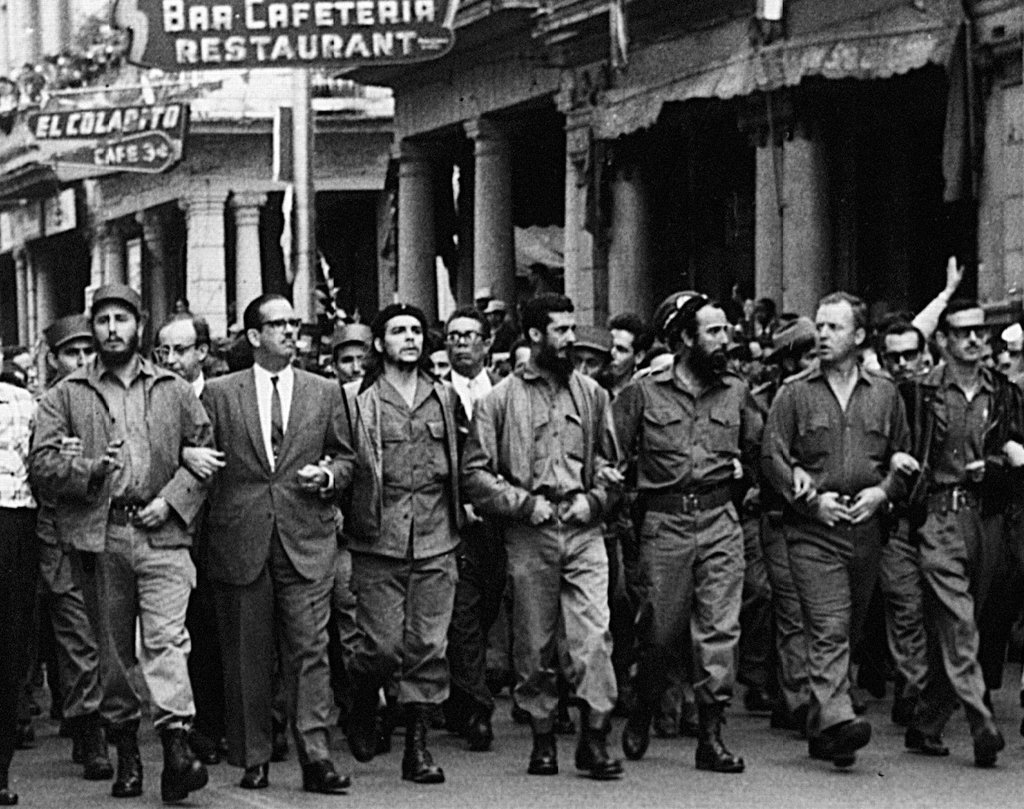
쿠바 혁명 당시 피델 카스트로(좌)와 체 게바라(중앙)

쿠바 혁명(1953년 7월 26일 ~ 1959년 1월 1일)은 젊은 변호사 피델 카스트로, 에르네스토 게바라, 라울 카스트로 등의 사회주의 혁명가들이 두 차례에 걸친 무장 투쟁을 벌여 1959년 1월 1일 완수한 혁명을 말한다. 7월 26일단과 혁명 조직들이 당시 정치적 부패와 사회적 불공평으로 점절된 풀헨시오 바티스타 장군의 독재 정권을 전복하여 쿠바는 사회주의 국가가 되었다. 또 "쿠바 혁명"이란 표현은 독재 정부를 뒤엎은 뒤 들어선 새 정부가 마르크스주의 정책 등 사회/정치적 계획을 실행한 과정을 일컫기도 한다. 즉, 이후 두차례에 걸쳐 실시된 토지개혁(1959년 5월, 1963년 10월)과 산업국유화(1960년 10월)도 쿠바 혁명에 포함될 수 있다.
1956년 12월 2일 피델 카스트로가 이끄는 82명의 무리가 무장 저항 운동 단체를 설립할 목적으로 시에라 마에스트라(Sierra Maestra)에 도착하였다. 1958년말, 그들은 시에라 마에스트라를 박차고 나와, 봉기를 일으켰고, 많은 사람들이 동참하였다. 이들이 산타 클라라(Santa Clara)를 점령하자, 바티스타는 4000만 US$의 정부 기금을 가지고 쿠바를 벗어나 도미니카 공화국으로 도망갔다. 바르킨은 카밀로 시엔푸에고스(Camilo Cienfuegos), 체 게바라, 라울 카스트로 및 그의 형제 피델 카스트로와 지휘권의 상징적인 변화에 대하여 협상하였다. 이것은 대법원이 그 혁명의 법원성(法源性)을 인정하고, 그 대표자가 명령권을 가진다고 결정한 이후에 나온 것이었다. 카스트로의 군대는 1959년 1월 8일 수도에 입성하였다. 마누엘 우루티아 레오(Manuel Urrutia Lleó)가 권력을 쥔지 얼마 후, 피델 카스트로가 그를 공격하였고, 결국 그는 미국으로 탈출하였다.
또 "쿠바 혁명"이란 표현은 독재 정부를 뒤엎은 뒤 들어선 새 정부가 마르크스주의 정책 등 사회/정치적 계획을 실행한 과정을 일컫기도 한다. 즉, 이후 두차례에 걸쳐 실시된 토지개혁(1959년 5월, 1963년 10월)과 산업국유화(1960년 10월)도 쿠바 혁명에 포함될 수 있다.

## 쿠바 혁명 이후
1961년까지 수십만명이 미국으로 피신하였다. 쿠바는 1961년 1월 자유 진영의 중심국인 미국과 국교를 단절했다. 미국은 수차례 쿠바정부를 전복을 시도했다. 가장 유명한 실패는 냉전의 절정기에 일어난 피그스 만 침공이다. 1961년 미국의 대통령이 된 존 F. 케네디는 CIA의 도움을 받는 쿠바 망명자들이 피그스 만 침공(1961년 4월)을 감행하도록 지원하였고, 교수이자 혁명 이후 최초의 총리인 호세 미로 카르도나(José Miró Cardona)가 임시 수장을 담당하면서 쿠바에서 다수당의 민주주의가 회복되도록 지원하였다. 그러나, 케네디는 미군이나 그밖의 직접적인 개입을 부정하였고, 계획은 실패로 돌아갔다. 이것은 1962년 쿠바 미사일 위기를 가져오게 된다. 쿠바 미사일 위기 이후 이 섬에 침공하지 않겠다는 구두 약속을 했다. 존 F. 케네디는 쿠바의 사회주의 정책이 자신들의 영향력을 줄어들게 할 것으로 보아 침공했으나, 군인들이 모두 생포 및 사살되어 미국의 침공은 실패했다. 오히려 이 사건으로 미국은 쿠바에서의 주권침해행위에 대한 비판을 받게 되었다. 미국은 쿠바에 대해 외교적, 경제적으로 완전한 봉쇄 정책을 단행하였고, "몽구스 작전"(Operation Mongoose)을 개시하였다.
1963년까지, 카스트로는 소련을 모범으로 삼아 쿠바에서 완전히 성장한 공산주의 체계를 갖추었다. 1961년 4월 16일, 피그스 만 침공을 물리친 데 대해 쿠바군을 칭찬하는 연설을 하며, 카스트로가 혁명의 사회주의적 성격을 선언함으로써 라틴 아메리카에서 최초로 사회주의 국가가 탄생하였다. 이어서, 1961년 7월 피델 카스트로의 7월 26일단과 블라스 로카의 사회주의인민당(구 공산당), 파우레 초몬의 3월 13일 혁명 지도자단이 통합되어 통합 혁명 기구(IRO)가 출범했다. 1962년 3월 26일 통합 혁명 기구는 쿠바 사회주의 통합당(PURSC)이 되었고, 1965년 10월 3일에 쿠바 공산당이 되고 카스트로가 제1비서에 오르고, 블라스 로카(Blas Roca)가 제2비서가 되었다. 로카의 자리는 라울 카스트로가 잇게 되는데, 그는 국방부 장관이자 피델의 가장 절친한 친구였는데, 정부에서 가장 강력한 제2인자가 되었다. 라울 카스트로의 지위는 체 게바라가 떠남에 따라 강화되었다.
1970년대, 카스트로는 앙골라의 "앙골라 해방을 위한 대중 운동"(MPLA)과 에티오피아의 지도자 멩기스투 하일레 마리암을 돕기 위하여 수만명의 군대를 급파하였다. 체 게바라는 콩고 민주 공화국과 이어서 볼리비아에서 폭동 운동을 시도하였는데 실패하였고, 1967년 볼리비아에서 미국 고문이 지켜보는 가운데 살해되었다. 그 외에도 쿠바는 자이레, 모잠비크에도 인민 반란을 지원하기 위해 군대나 고문을 파견하였다. 미국의 대응은 이들 나라의 독재자들을 지원하고 쿠바에 대해 금수조치를 내려 양국 간의 교역과 여행을 엄격하게 금지시키는 것이었다.
1970년대까지 삶의 기준은 매우 엄격하고 간소하였으며 불평이 가득찼다. 피델 카스트로는 1970년에 행한 한 연설에서 경제 정책의 실패를 시인하였다. 쿠바 정부는 아프리카에서 소련이 지원하는 전쟁에도 군대를 파견하였다. 쿠바는 1962년에 미주 기구에서 축출되었고, 엠바고를 당했으나, 1975년 미주 기구는 쿠바에 대한 모든 제재조치를 해제하였다. 1976년에 혁명 승리 후 첫 헌법을 제정하고 11월에 "인민 주권 민족 회의 대의원 선거"를 진행하였으며 12월에 혁명정부가 행사해 오던 입법권을 인민 주권 민족 회의에 넘겼다.
1959년부터 1993년까지 약 120만명의 쿠바인(현재 인구의 10%)이 미국을 향해 쿠바를 떠났다. 주로 이들은 작은 보트나 허술한 뗏목을 타고 바다를 건너 왔다. 1980년 4월 6일 일요일, 1만여명의 쿠바인들이 정치적 피난처를 찾아서 아바나 주재 페루 대사관에 들이닥치기도 하였다. 4월 7일 월요일, 쿠바 정부는 페루 대사관으로 망명하려한 쿠바인들의 이주를 허락하였다. 4월 16일 5백명의 쿠바 시민들이 코스타 리카를 향해 페루 대사관을 출발하였다. 4월 21일, 많은 쿠바인들이 개인 보트를 타고 마이애미에 도착하기 시작하였으나 4월 23일 미국 주 정부는 이를 중지시켰다. 그러나, 보트 탈출 행렬은 계속되었다. 카스트로가 누구든지 나라를 떠나고 싶다면 마리엘 항을 통해서 그렇게 하라고 허용했기 때문이다. 이 이민 행렬은 "마리엘 보트리프트"(영어: Mariel boatlift)로 알려지게 되었다. 결국 6월 15일 배의 행렬이 멈출 때까지 12만 5천명의 쿠바인들이 미국으로 이주하였다.
혁명 전 쿠바는 뒤떨어진 농업국가였으나 혁명 승리후 민족 경제 건설에 힘을 기울인 결과 식민지적 예속성과 기형성을 극복하고 급속히 발전하는 농업과 공업을 가지게 되었다.

## 탈 냉전 시대

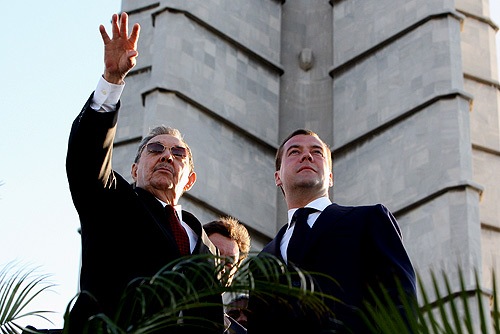
쿠바를 방문한 드미트리 메드베데프 러시아 대통령과 함께 한 라울 카스트로 (2008)

소련이 제공하는 대규모 원조에도 불구하고 쿠바의 경제는 황폐화되었고 양국 간의 관계 역시 1989년 동유럽이 무너지자 러시아가 11,000명에 달하는 군인과 기술자를 철수시키면서 곧 악화되었다. 카스트로의 통치는 소비에트 연방 붕괴(쿠바에서는 "평화시대의 특별한 시기(Período especial en tiempo de paz)"라고 한다)의 여파로 심각하게 시험대에 오르게 되었다. 미국은 엄격한 무역 금지 조치를 고수하였고 쿠바는 정치적으로나 경제적으로 빠르게 고립되었다. 1991년 12월 쿠바 헌법은 마르크스-레닌 주의에 대한 모든 언급을 제거하도록 고쳐졌다. 카스트로는 공공연하게 공산주의에 대한 충성을 언급하였지만 소련식 모델에 대한 개혁은 벌써 물밑에서 진행 중이었다.
식량난은 북한과 유사하였다. 우선권은 엘리트 계층과 군인들에만 있을 뿐이었고, 일반 서민들은 먹을 것이 거의 없었다. 쿠바 정부는 1993년까지 미국의 식량·의약품·금전 원조를 받기를 거부하였다. 1993년 쿠바인이 미국 달러를 가지거나 사용할 수 있으며 100가지의 상업 분야에서 자영업을 허락하고 산지 시장을 여는 것을 허용하는 법이 통과되었다. 미국 달러 수입이나 이익에 대한 세금이 1994년에 징수되었고 1996년 10월에는 외국 회사가 전적으로 사업을 소유하거나 운영할 수 있으며 부동산을 매입하는 것을 허용하였다. 이러한 개방에 대해 미국이 취한 행동이란 해묵은 금수조치를 더욱 강화하는 것으로 1996년 헬름스-버튼 법을 만들어 미국의 투자자들이 쿠바에서 몰수한 재산을 이용하는 외국 회사에 대해 법적인 조치를 취할 수 있도록 허용하고 쿠바에 대해 차관을 제공하지 못하도록 충고하였다.
중화인민공화국이 새로운 원조자로서 등장하였다. 또한 쿠바는 베네수엘라의 우고 차베스 대통령과 볼리비아의 에보 모랄레스 대통령과 새로운 유대 관계를 맺었다. 두 나라 모두 석유와 천연가스의 주요 수출국이다.
쿠바 정부는 지난 30년 동안 인권 침해에 대해 비판을 받아왔다. 정치적인 탄압으로 인해 단지 쿠바의 현재 지도체제를 비판한다는 이유나 정치적인 반대 세력을 규합하려 한다는 이유로 감옥에 갇혀진 양심수는 적어도 500여명에 이른다. 비록 이러한 상황이 한탄할 만한 것이기는 하지만 힘센 이웃 나라인 미국이 항상 쿠바를 불안정하게 만들려 하는 상황에 대해서도 이해할 필요가 있다. 교황 바오로 2세는 1998년 쿠바를 방문하는 동안 쿠바 정부의 고집과 미국 정부의 금수 조치에 대해 함께 비난함으로써 이것을 인정했다. 당시 교황의 방문에는 50만 명이 넘는 군중이 모였다. 이것은 미국이 양국 간의 직항편 운행을 2년 동안 금지시킨 조치를 철회시키는데 도움이 되었다. 1998년 10월에 찾아온 허리케인 죠지는 교황처럼 환영할 만한 것이 못됐다. 인명피해는 소수에 그쳤지만 수천 명의 주민이 수재민이 되었으며 많은 가옥이 거센 바람에 파괴되었고 더 많은 집들이 폭풍으로 인해 광범위하게 번진 홍수를 피하기 위해 버려졌다. 2003년 쿠바 정부는 블랙 스프링(Black Spring)이라 알려진 사건에서 반체제 인사와 충돌하였고 몇십명이 투옥되었다.
2006년 7월 31일, 피델 카스트로는 그의 주요 권력을 남동생이자 제1부통령인 라울 카스트로에게 이양하였다. 이 권력 이양은 피델 카스트로가 지속적인 출혈을 동반한 급성 위급통증으로 고통받은 후에 수술을 받고 회복하는 동안 이루어진 것으로서 한시적이었다. 카스트로는 2006년 12월 2일에 열린 그란마 호 상륙 50주년 기념식에 참석하던 당시 병이 중하였는데, 이는 카스트로가 위암에 걸렸을 것이라는 추측이 나왔다. 그러나 2006년 12월 26일 스페인 의사 가르시아 사브리도는 그의 병이 소화 문제일 뿐 치명적인 것은 아니라고 말했다.
2008년 1월, 카스트로가 베네수엘라의 대통령 우고 차베스를 만나는 장면이 방영되었다. 이 장면에서 카스트로는 허약하기는 하지만, 3개월 전보다는 나아진 모습이었다. 2008년 2월 카스트로는 쿠바의 대통령직을 사임한다고 발표하였다. 2008년 2월 24일, 라울 카스트로가 새 대통령에 선출되었다. 그는 수락 연설에서, 쿠바인들의 일상 생활을 제한하는 몇가지 것들이 철폐될 것이라고 약속하였다. 2009년 3월, 라울 카스트로는 피델 카스트로 집권 시에 재직했던 공직자들을 숙청하였다.
쿠바와 유럽 연합은 5년 동안 외교관계가 단절되었으나 2008년 10월 23일에 다시 정상화되었다.

## 같이 보기
- 쿠바의 정치
- 스페인 제국